# Minaret

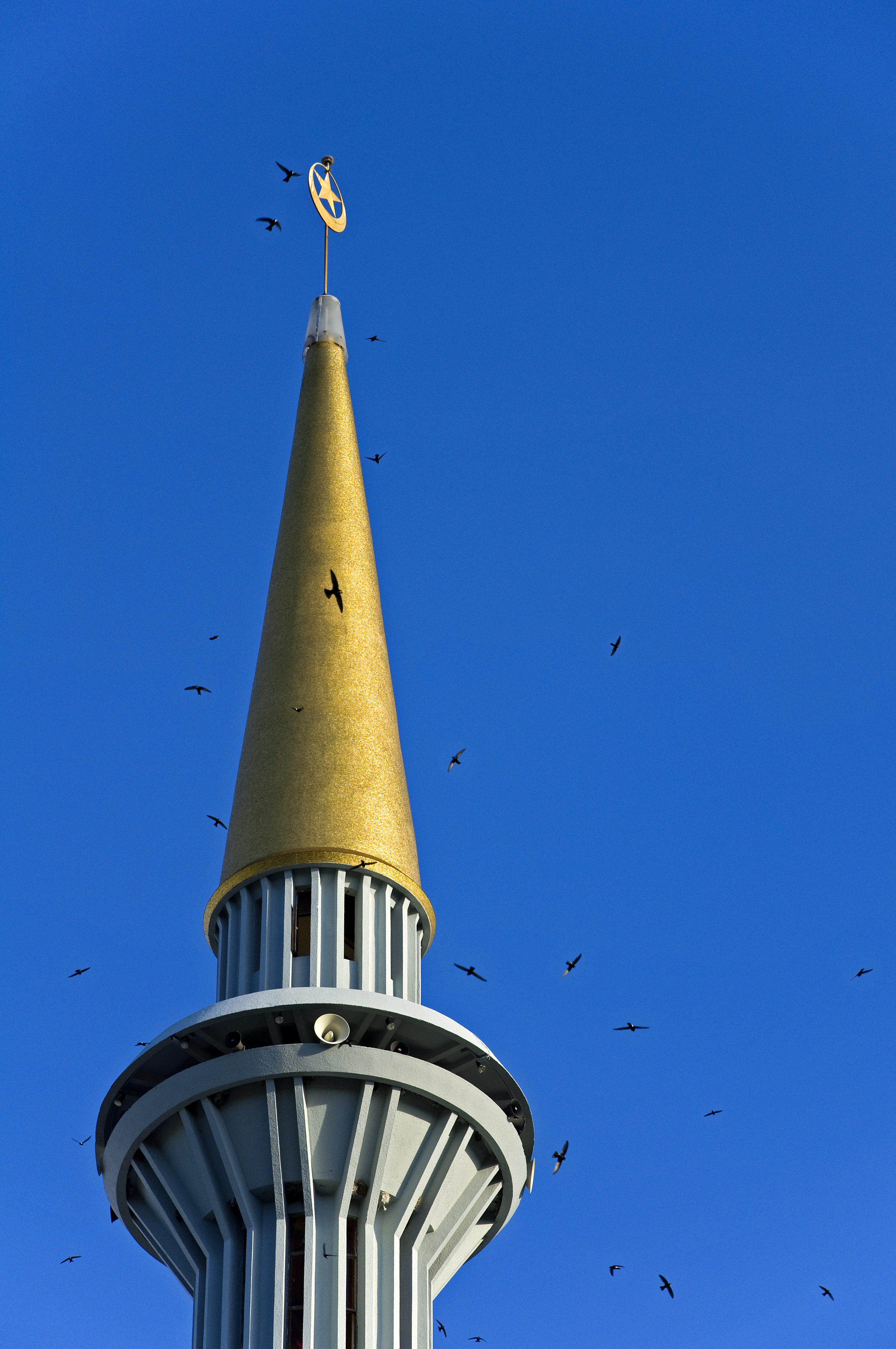
Minaret (Sabah, Kota Kinabalu, Malajzia, Borneó)

A minaret a muszlim mecsethez vagy dzsámihoz épített, vagy illesztett, esetleg különálló, nyúlánk, felfelé elkeskenyedő torony. Formája és felülete lehet hengeres, négyszögletes vagy sokszögletű, esetleg bordás. A minaret lehet egy-, két-, és háromerkélyes. Az erkélyről (erkélyéből) a müezzin naponta ötször – meghatározott időpontokban – imára szólítja fel a hívőket. Manapság a muszlim országokban ezt több esetben már felvételről, hangszórókkal végzik.
A minareteken egy, kettő, de legfeljebb 3 erkély lehet. És minden erkélyre külön-külön lépcsősor visz fel.

## A szó eredete
A minaret arab eredetű kifejezés, amely török közvetítéssel jutott a magyar nyelvbe. Az eredeti minára (منارة – mināra) kifejezés a „tűz” jelentésű nár szóból származik, és az arab nyelvterületen a világítótornyok megnevezésére is használják, helyette „az imára hívás (adzán) helye” megnevezés (midzana, eredeti betűkkel مئذنة, tudományos átiratban miʾḏana) használatos. A török és perzsa kultúrkörben viszont inkább a minára alakváltozatait használják.

## Minaretek Magyarországon
Magyarországon a török hódoltság idejéből öt minaret maradt fenn, ezek Egerben, Pécsett, Érden, Szigetváron és Esztergomban láthatóak. Csupán az egri és a pécsi az épen megmaradt minaretek, az érdi minaretet azonban visszaépítették, a mecset mihrabfülkéjével együtt. A szigetvári és esztergomi minaretek csonka minaretek. Az egri és az érdi minaret látogatható, s habár az elmúlt időkig megtekinthető volt még a pécsi is, de állapota miatt ma már nem lehet felmenni.

### Az egri minaret

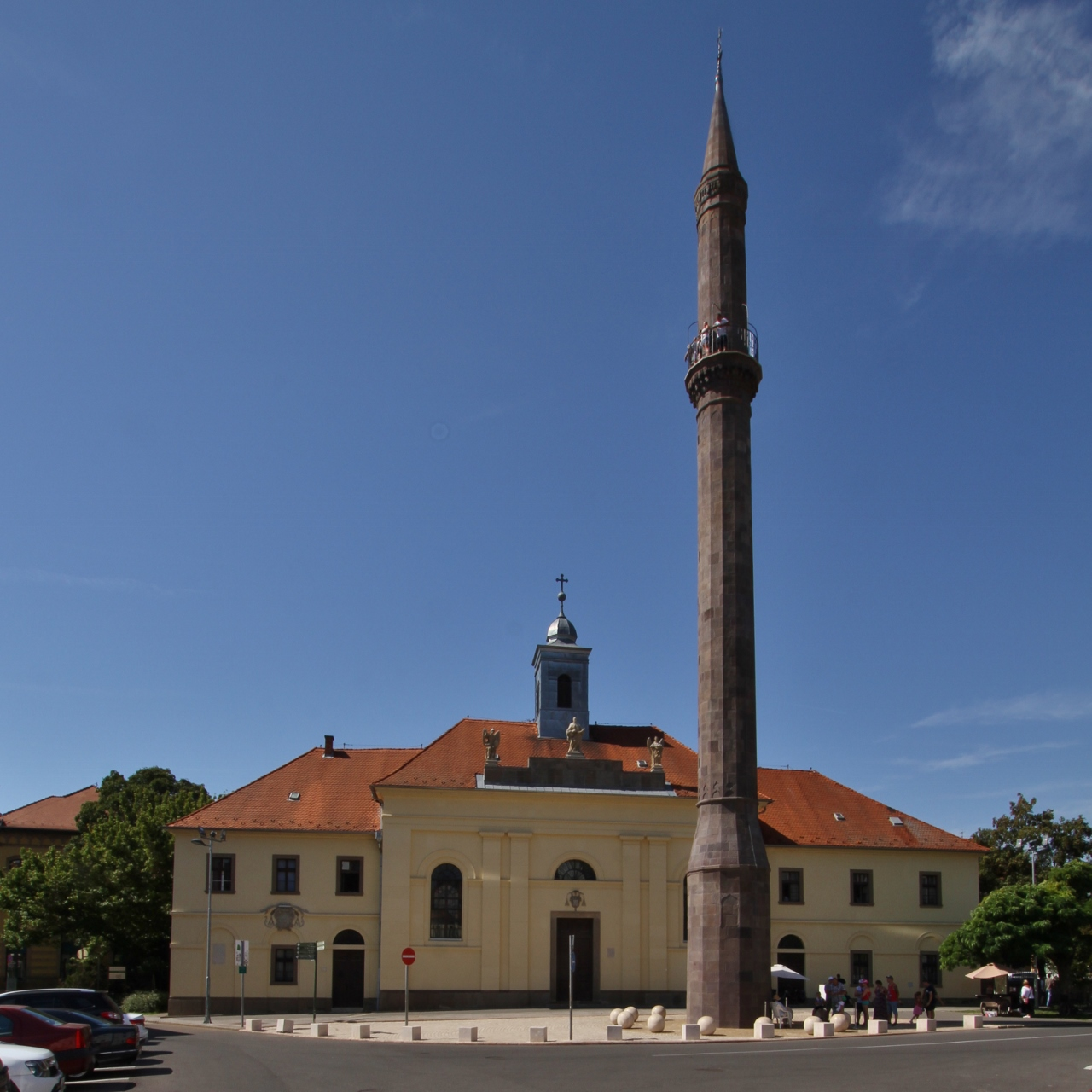
Az egri minaret

Egerben, a Knézich Károly utcában található az egykori Oszmán Birodalom legészakibb minaretje, az 1596 után homokkőből épült Kethüda mináre. Alapja 14 szögletű, magassága 40 méter, erkélyét sztalaktitos gyűrű tartja. Eredetileg a keleti oldalán lévő dzsámihoz épült, ami a török uralom után katolikus templomként, majd kórházként működött, végül 1841-ben lebontották. A minaretet is le akarták bontani 1687-ben, de ez nem sikerült, ezért egy keresztet raktak a tetejére, ami az el nem távolított félholdból nő ki. Az eredeti kupola villámcsapások következtében elpusztult, a jelenlegi kőkúpot a műemlék védelme érdekében építették rá. A minaret látogatható, 98 lépcsőfok vezet fel a teraszára.

### Az érdi minaret

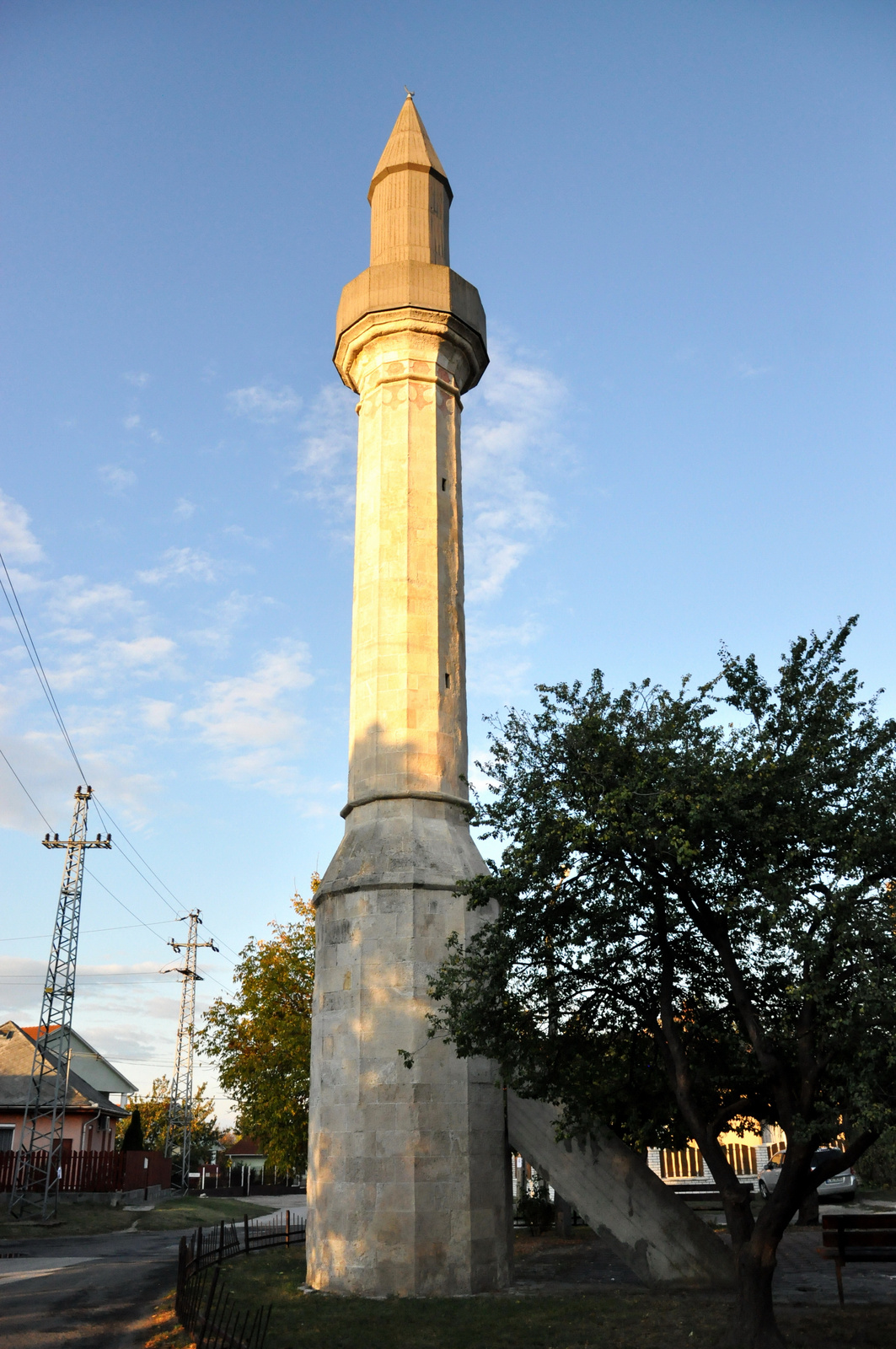
Az érdi minaret

Érden az Ófaluban (Mecset utca) áll a 17. században épült dzsámi 22 méter magas, részben rekonstruált tornya. Az 1962–1965 közötti régészeti feltárás eredményei alapján Ferenczy Károly építész készítette el a helyreállítási terveket, a körerkély elpusztult mellvédjét, a kast és a toronysüveget 1971-ben rekonstruálták vasbetonból. Az 1999-es külső homlokzati konzerválást követően 2000-ben felújították a minaretet, de leromlott statikai állapota miatt 2020-ban lezárták a látogatók elől.

### Az esztergomi minaret

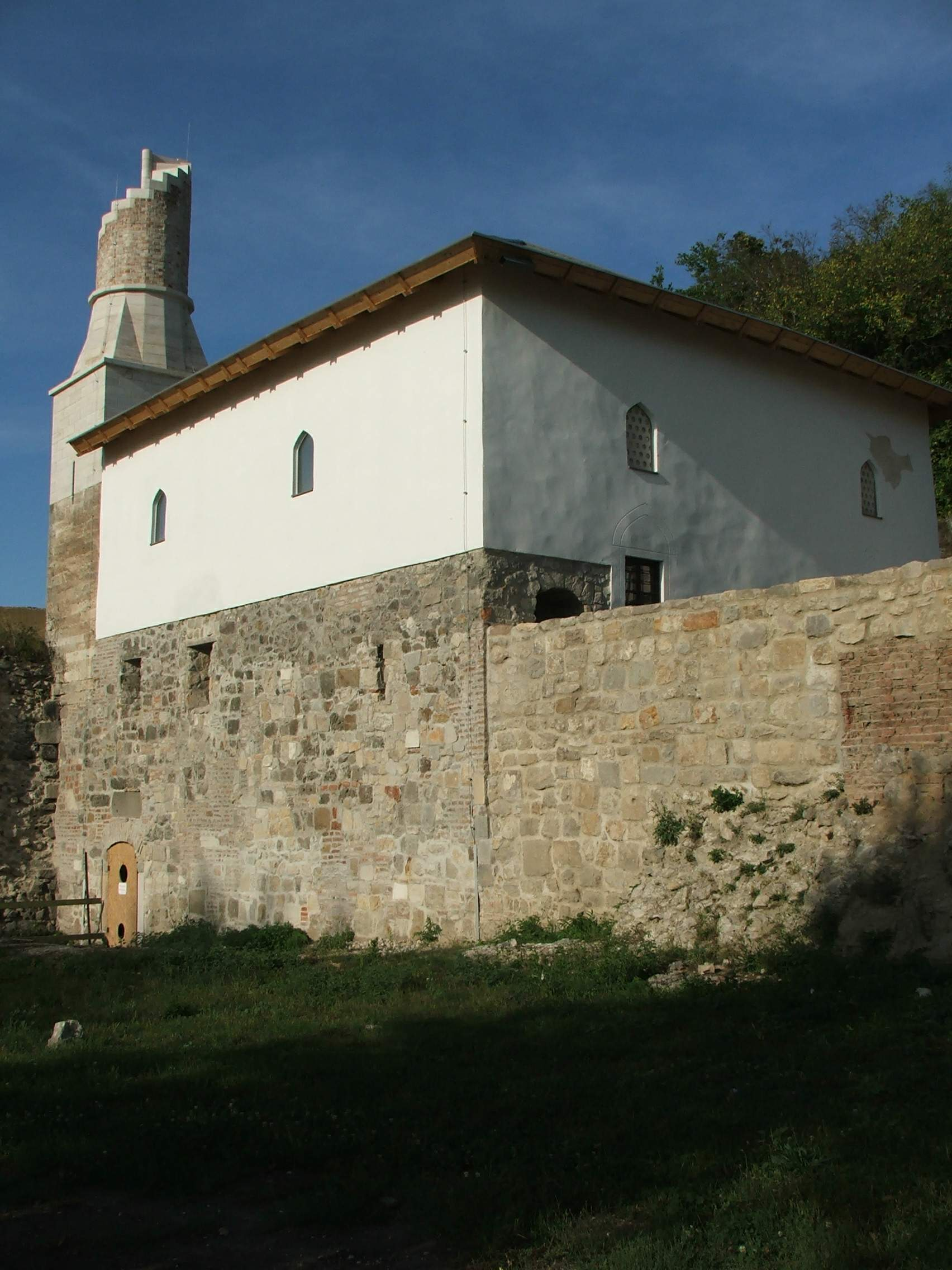
Az esztergomi minaret

Az esztergomi Özicseli Hadzsi Ibrahim-dzsámi minaretjét a dzsámival együtt 2007-ben újították fel, s a tornyot 6 méteres magasságig visszaépítették. A XVII. század eleji dzsámi alsó része – amelyhez a minaret csatlakozik – a vízivárosi középkori várfalra épült rá. Az épület északi sarkán állt a tornya, amely a korabeli rajzok szerint legalább 20 méteres volt. A város 1683-as végleges felszabadítását követően a dzsámit magtárként használták, a minaretet pedig a XVIII. században elbontották.

### A pécsi minaret

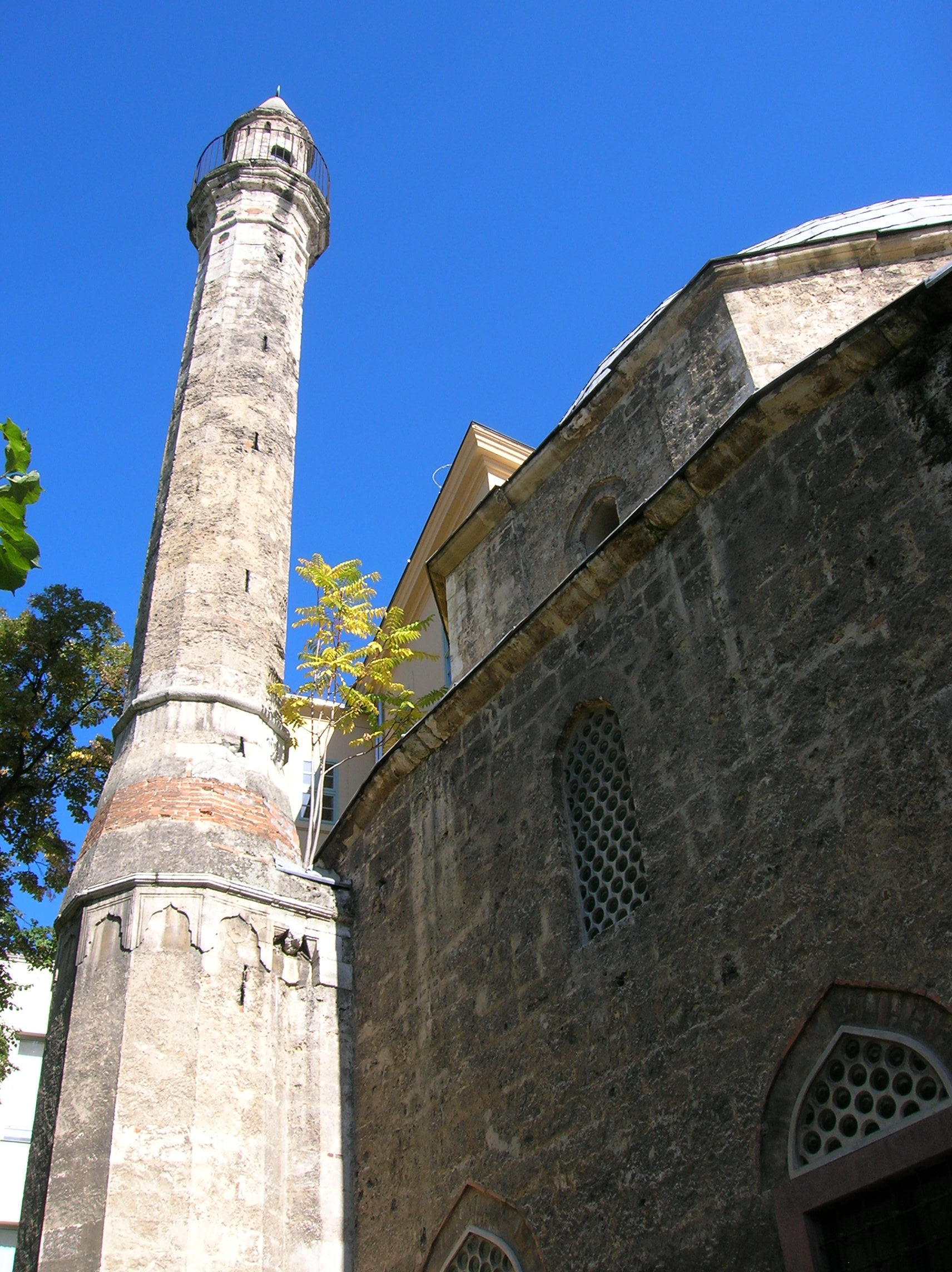
A pécsi minaret

A pécsi minaret a Jakováli Hasszán pasa dzsámija mellett álló kb. 30 m magas torony, 12 szögű alapokon. A város 1543-tól 1686-ig volt török uralom alatt. Hazánkban ez az egyetlen épségben álló minaret, melynek dzsámija, amelyhez épült, szintén fennmaradt.

### A szigetvári minaret
Szigetvár 1566-ban kerül oszmán kézre. A város ostromakor meghalt Szulejmán szultán emlékére dzsámi épült a várban, mely minaretje Evlija Cselebi szerint 90 parasztlépés (kb. 30–33 méter) magas volt. Úgy tudjuk, hajdan 110 csigalépcső vezetett fel a körerkélyre. Jelenleg 35 darab tölgyfalépcsője van. A XVIII. században a minaret nagy része leomlott, azóta az Andrássy kastéllyal egybeépülve csonkán áll. valószínűleg villámcsapás érte. A minaretet török segítséggel tervezik felújítani. 2016-os sajtóhírek szerint végül lemondtak a rekonstrukcióról.

### A budapesti, állatkerti minaret

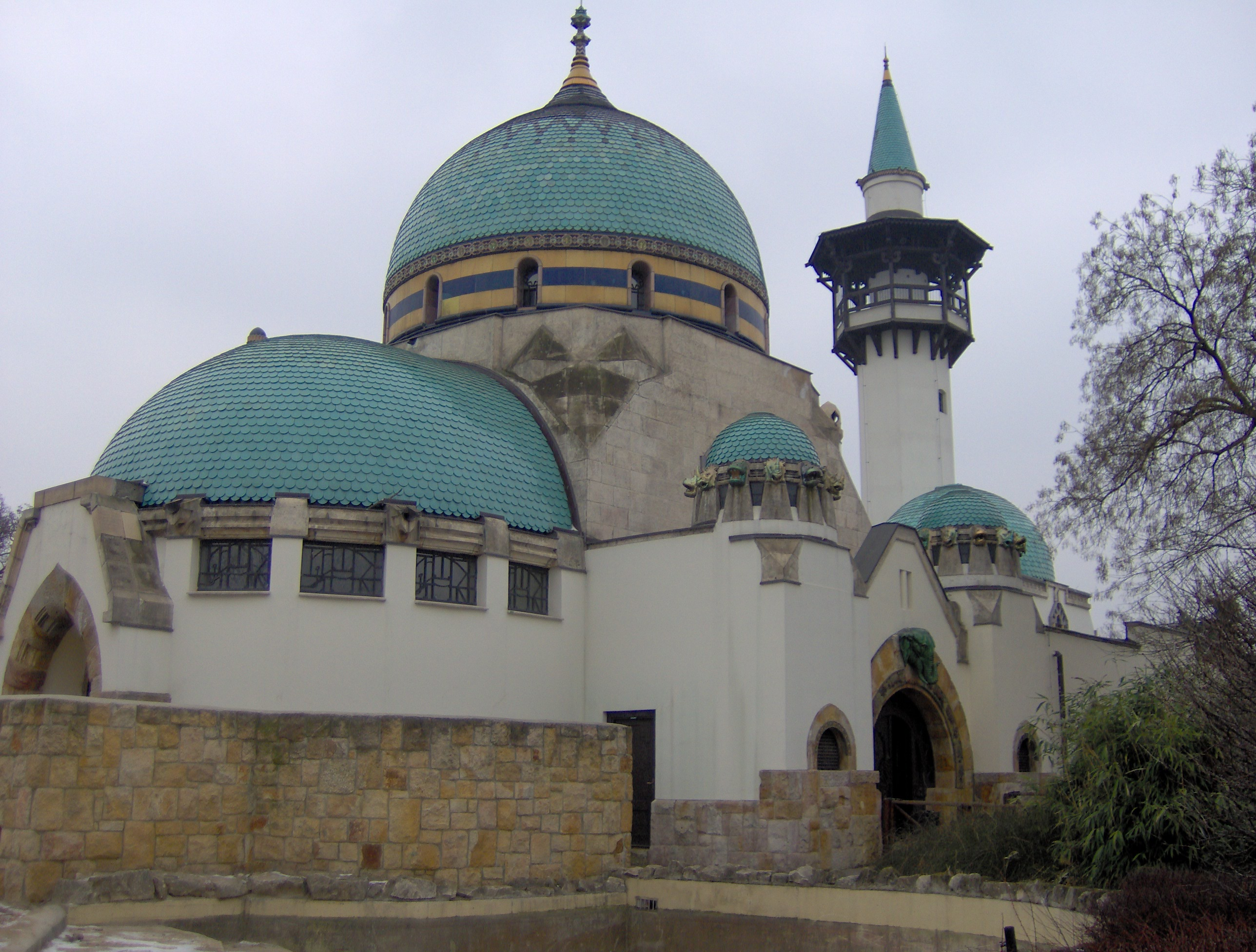
A Fővárosi Állat- és Növénykert elefántházának minaretje

Budapest területén is látható egy minaret, amelynek sosem volt vallási funkciója: a Fővárosi Állat- és Növénykert 1912-ben, jellegzetes keleties szecessziós stílusban épült elefántháza rendelkezik egy kilátóként funkcionáló, 31 méter magas minarettel, melynek felső szintjére 91 lépcső vezetett. A Neuschloss Kornél által tervezett tornyot 1915-ben az első világháborús szövetséges Oszmán Birodalom kérésére lebontották, mivel a török diplomácia nemtetszését fejezte ki az ellen, hogy egy muszlim szimbólum egy állatházat díszítsen. Az 1997-ben kezdődött felújítás során a minaretet újjáépítették, így az ismét látogatható.